# Trachymene ramosissima
Trachymene ramosissima är en flockblommig växtart som beskrevs av George Bentham. Trachymene ramosissima ingår i släktet Trachymene och familjen flockblommiga växter. Inga underarter finns listade i Catalogue of Life.